# La Chaîne du bonheur

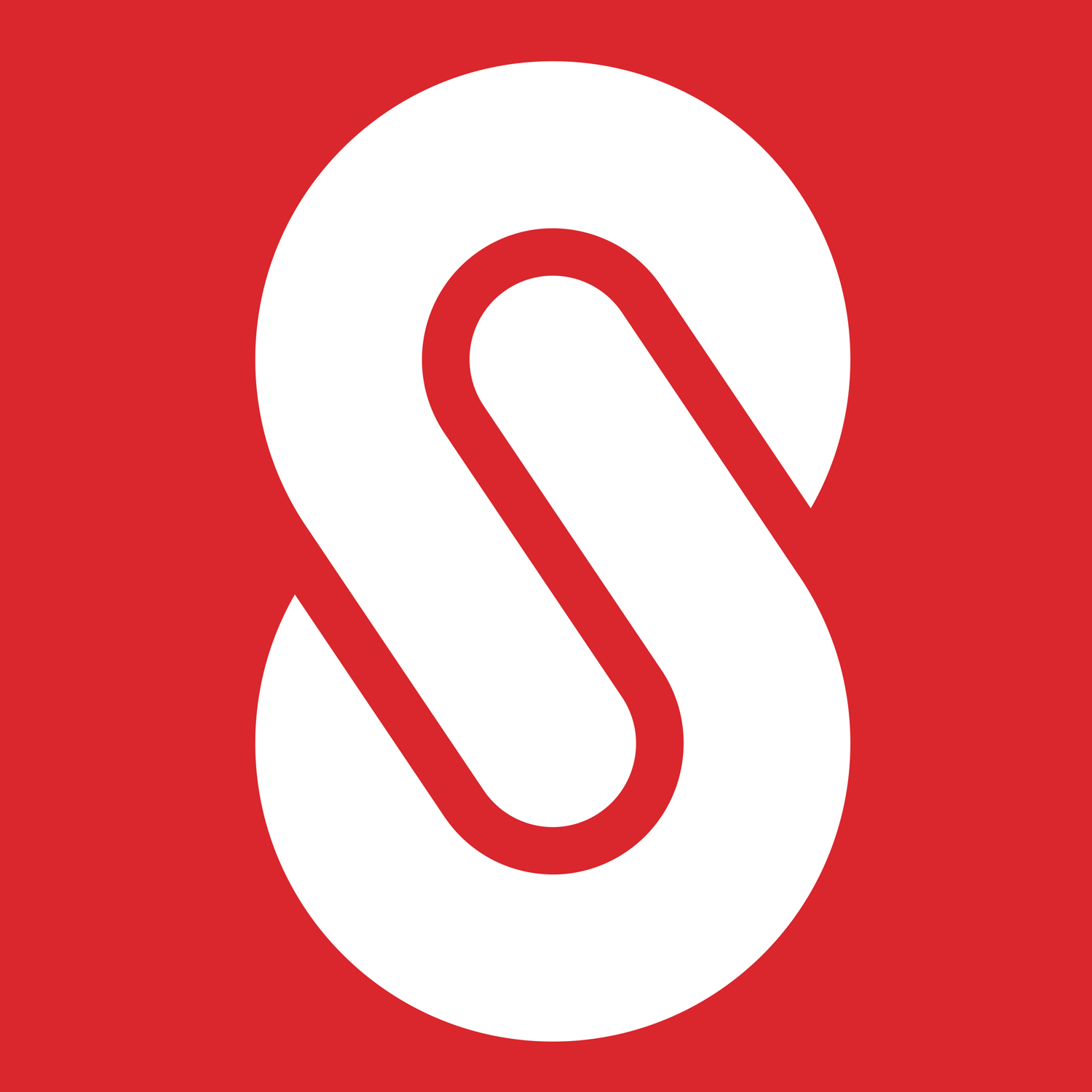
La Chaîne du Bonheur logo

La Chaîne du Bonheur (en allemand Glückskette, en italien Catena della Solidarietà, en anglais Swiss Solidarity et en romanche Chadaina da Fortuna) fut une émission hebdomadaire de radio et est devenue une des premières organisations de financement de l'aide humanitaire de Suisse.
Créée le 26 septembre 1946 par le journaliste Roger Nordmann et le chansonnier Jack Rollan, produite par Radio-Lausanne, elle était alors diffusée par l’émetteur national suisse de Sottens, devenu celui de la Radio suisse romande. (Archives RTS : La Chaîne à Oron 01.01.1951 )
La Chaîne du bonheur a cessé ses émissions régulières à la fin des années 1950 pour en faire des émissions occasionnelles.

## Histoire
La Chaîne du Bonheur est née d'une émission de la Radio suisse romande lancée en 1946, au lendemain de la Seconde Guerre mondiale, par deux hommes de radio, Roger Nordmann et Paul Vallotton, avec le fantaisiste Jack Rollan. Le pédagogue Claude Pahud est aussi mentionné parmi les cocréateurs. L'émission avait pour but de collecter des dons en faveur des victimes de catastrophes ou de la guerre. Depuis 1983, la Chaîne du Bonheur est une fondation autonome dotée d'une personnalité juridique propre.
Fondée sur la générosité des auditeurs, elle a pris une dimension internationale, associant d’autres émetteurs européens de radiodiffusion, chaque fois que des circonstances exceptionnelles le justifiaient, comme pour la rupture du barrage de Malpasset, la catastrophe minière de Marcinelle ou les inondations aux Pays-Bas. Ses plus grandes collectes ont été l'aide aux victimes du tsunami en décembre 2004, des intempéries en Suisse en 2000 et 2005, l'aide aux victimes de la guerre et aux personnes déplacées en ex-Yougoslavie et l'aide aux victimes du tremblement de terre en Haïti en janvier 2010.
En 1983, la Chaîne du Bonheur est devenue une fondation indépendante, à l'initiative de la société de radio-télévision SRG SSR. Son siège est à Genève. Ses opérations sont également relayées par la Radio télévision suisse (RTS). L'animateur actuel de la Chaîne du Bonheur est Jean-Marc Richard.
En décembre 2016, la Chaîne du Bonheur a récolté 1,4 million de francs de don lors de l'opération Cœur à Cœur menée avec la RTS,.

## Projets
La Chaîne du Bonheur est une fondation qui lance des collectes de fonds pour financer des projets d'aide ciblés. Dans ce but, elle collabore avec la SRG SSR et des organisations suisses d'entraide. La Chaîne du bonheur bénéficie du soutien exclusif des radios et télévisions de service public et travaille également avec les médias privés. Avec l'argent collecté, elle finance des projets d'organisations suisses d'entraide expérimentées aussi bien pour l'aide d'urgence, que pour la réhabilitation et la reconstruction durable. Elle analyse, finance – jusqu'à 80 % du budget - et contrôle les projets approuvés. Dans un souci permanent de transparence, la Fondation informe le public sur l'utilisation des dons. C'est enfin à la Chaîne du bonheur qu'incombe la responsabilité de la bonne gestion des dons durant les différentes phases de réalisation des projets.
La Chaîne du Bonheur intervient aussi bien dans des situations d'aide d'urgence que dans des projets de réhabilitation et de reconstruction à long terme. Dans des situations d'aide d'urgence, la Chaîne du bonheur s'efforce d'apporter son soutien de manière rapide et efficace. Les projets à long terme font l'objet d'une évaluation, d'une approbation et d'un contrôle par des commissions d'experts.

## Collectes
Les collectes sont organisées pour venir en aide aux victimes de catastrophes naturelles et de conflits armés (guerres), que ce soit en Suisse ou à l'étranger. Au travers de campagnes de solidarité lancées sur les ondes des radios et télévisions de la SRG SSR et par d'autres médias, la Chaîne du bonheur appelle la population de Suisse à verser des dons pour des buts précis. La collecte en faveur des victimes du séisme du 26 décembre 2004 dans l'océan Indien en Asie, qui a atteint 227 millions de francs, est de loin la plus importante jusqu'à ce jour.
Depuis la création de la Fondation suisse de la Chaîne du Bonheur en 1983, plus d'1,7 milliard de francs suisses ont été récoltés. La totalité des dons a pu être reversée à des projets d'entraide.

## Distinctions
En 1999, la Chaîne du Bonheur a reçu le prix de la Société internationale pour les droits de l'homme en reconnaissance du travail accompli.